# Club Deportivo Municipal
O Club Deportivo Municipal é um clube boliviano de futebol, com sede na cidade de La Paz. Suas cores são vermelho e branco.
O clube é filiado à Asociación de Fútbol de La Paz (AFLP).

## Títulos

### Nacionais
- Campeonato Boliviano: 2 vezes (1961 e 1965).

## Histórico em competições oficiais
- Copa Libertadores da América: 1962, 1966 e 1974.